# Lucas Hellbusch
Lucas Hellbusch (* 1996) ist ein deutscher Handballschiedsrichter aus Trebur. Er ist seit 2013 Schiedsrichter und gehört seit 2024 zu den internationalen Schiedsrichtern des DHB.

## Karriere
Hellbusch wurde 2013 Schiedsrichter. Auf Ebene des DHBs kommt er auf über 300 Spiele, die er als Teil des Schiedsrichtergespanns Hellbusch/Jansen geleitet hat. Seinen Gespannpartner Darnel Jansen lernte er 2010 bei einem Handballcamp kennen. In der Saison 21/22 waren sie das jüngste Gespann, das in der Handball-Bundesliga Spiele leiten durfte.
Neben der Teilnahme an der 2023 IHF Inter-Continental Trophy in Costa Rica absolvierte er im August 2024 zusammen mit seinem Gespannpartner einen EHF-Lehrgang im Kosovo. Im Rahmen dessen durfte das Gespann vier Spiele bei der EHF U20 Championship leiten. Seitdem gehören sie dem EHF-Kader an.
Auf nationaler Ebene leitete das Gespann Hellbusch/Jansen beim Haushahn Final4 der Frauen 2025 in Stuttgart eine Halbfinal-Partie zwischen HB Ludwigsburg und Borussia Dortmund sowie das Spiel um Platz 3.

## Privates
Hellbusch studierte Publizistik. Bei seinem Stammverein TV Trebur ist Hellbusch Vorsitzender. Das Handballspielen gab er zugunsten seiner Schiedsrichterkarriere im Alter von zwanzig Jahren auf.